# 高岡といで菜の花フェスティバル

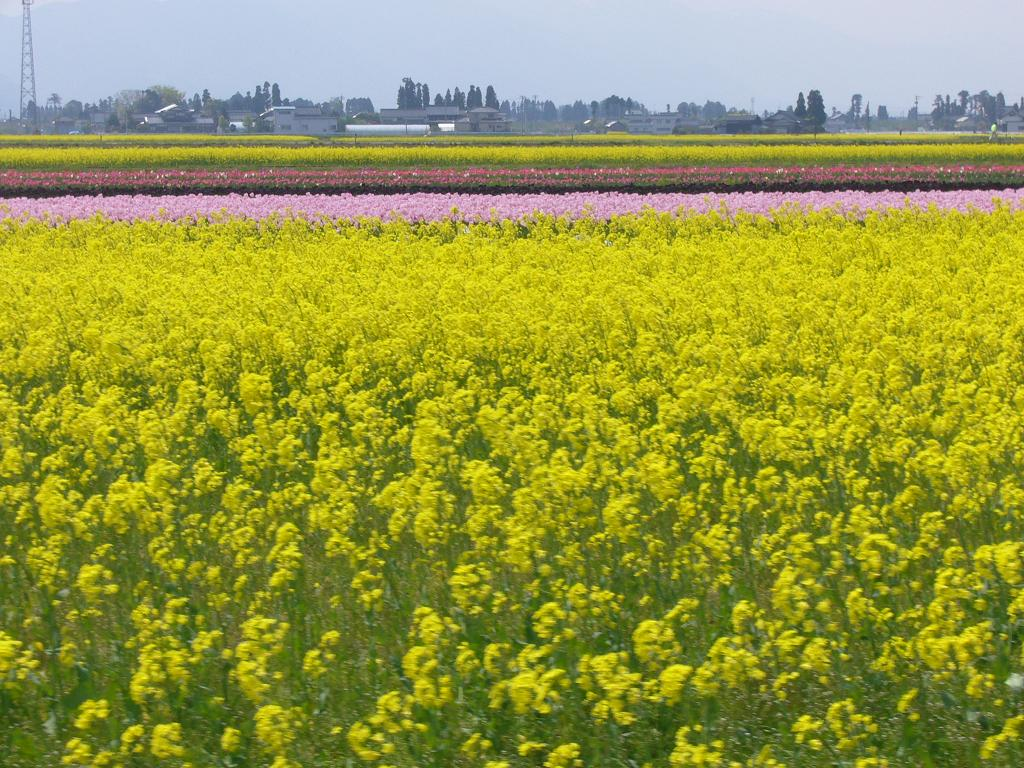
といで菜の花フェスティバルの会場から望む菜の花畑とチューリップ畑

高岡といで菜の花フェスティバル（たかおかといでなのはなフェスティバル）は、毎年4月29日ごろに富山県高岡市戸出（北般若地区）の高岡オフィスパーク地区周辺で行われる小規模なイベントである。主催は高岡といで菜の花フェスティバル実行委員会。
かつては、「といで菜の花フェスティバル」という名称であったが、2008年（平成20年）に、高岡開町400年事業に合わせて、「高岡といで菜の花フェスティバル」に改称された。

## 概要
以下のようなイベントが行われている。
- 菜の花マラソン

10kmの部、5kmの部、3kmの部がある。1組3名以上で参加するファミリーの部もある。
- モデル撮影会

芸能プロダクション・ビブロ（富山県射水市）所属の女性モデルによる撮影会。
- エコエコドライブ

バイオディーゼル燃料（菜種油の廃油）で動く乗り物で菜の花畑を散策。
- フォトコンテスト

「菜の花」または「高岡といで菜の花フェスティバル」をテーマにした写真によるコンテスト。入選すると賞状や賞金のほか、戸出産コシヒカリ、菜種油などがもらえる。
- 特産品販売テントコーナー
- ミニSL
- 菜の花摘み
- 乗馬体験
- 野点て
- お楽しみ抽選会
- 写生大会作品展示

戸出西部小学校、戸出東部小学校の児童生徒の「菜の花畑」をテーマにした写生大会入選作品を展示。
- ステージイベント

戸出中学校吹奏楽部によるブラスバンド演奏、YOSAKOI演舞、バルーンセレモニーなどがある。

## 菜種油

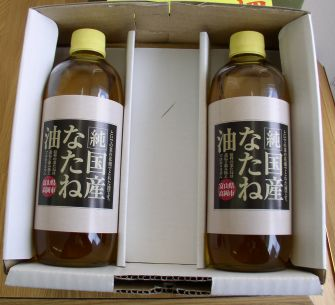
純国産なたね油（戸出産の菜種油）

- といで菜の花フェスティバルは、地域で生産される菜種油の宣伝に生かすために始められたイベントである。
- この地域での菜の花の栽培は、1998年（平成10年）から始められた。
- 花の見ごろは4月中旬～5月上旬である。6月中旬以降に菜種は収穫され、高岡市戸出吉住にあるJA高岡の菜種油搾油施設にて搾油されて製品となる。製造法はより一般的で抽出率の高いヘキサン抽出法ではなく、ビタミンEを壊さず、風味も守られる圧搾法が採られている。
- 戸出産の菜種油は、健康ブームの時勢に乗り、当地の特産品として人気を博している。

## バルーンセレモニー
- バルーンセレモニーでは地元保育園、小学校児童がメッセージと菜種を付けた風船を飛ばす。風船は西からの風に乗って富山県東部や長野県方面に飛ぶことが多い。
- 2007年、戸出西部小学校の児童が飛ばした風船が長野県佐久市の畑で見つかり、ニュースとなった。また、北日本新聞の記事によると、2008年には栃木県、埼玉県からも返事が返ってきたという。